# Hotel Royal (Valparaíso)
El Hotel Royal es un edificio de estilo neoclásico, antiguo hotel del plan de la ciudad de Valparaíso, Chile. Está declarado como Inmueble de Conservación Histórica por la Municipalidad de Valparaíso, y se encuentra inserto dentro de la Zona Típica Pasaje Ross.

## Historia
Fue construido entre los años 1895 y 1897 por encargo de la Compañía Explotadora de Lota y Coronel, sobre los cimientos del Hotel de France, que fue destruido por el incendio de la calle Esmeralda en 1894. En 1904 el hotel fue ampliado por el arquitecto Esteban Orlando Harrington, y en los años 1930 a 1940 fue subdividido e intervenido. En su planta baja funcionaba el café Vienés.

## Descripción
De estilo ecléctico historicista, el edificio consta de un volumen continuo de cuatro pisos, con un carácter urbano estrecho y sinuoso, ubicado en el plan de la ciudad a la altura del cerro Concepción entre las calles Esmeralda, Almirante Martínez y Blanco. Tiene una mansarda con cubiertas a la vista, ventanas en ojo de buey y ornamentación con esculturas.